# Cihuacoatl (godin)

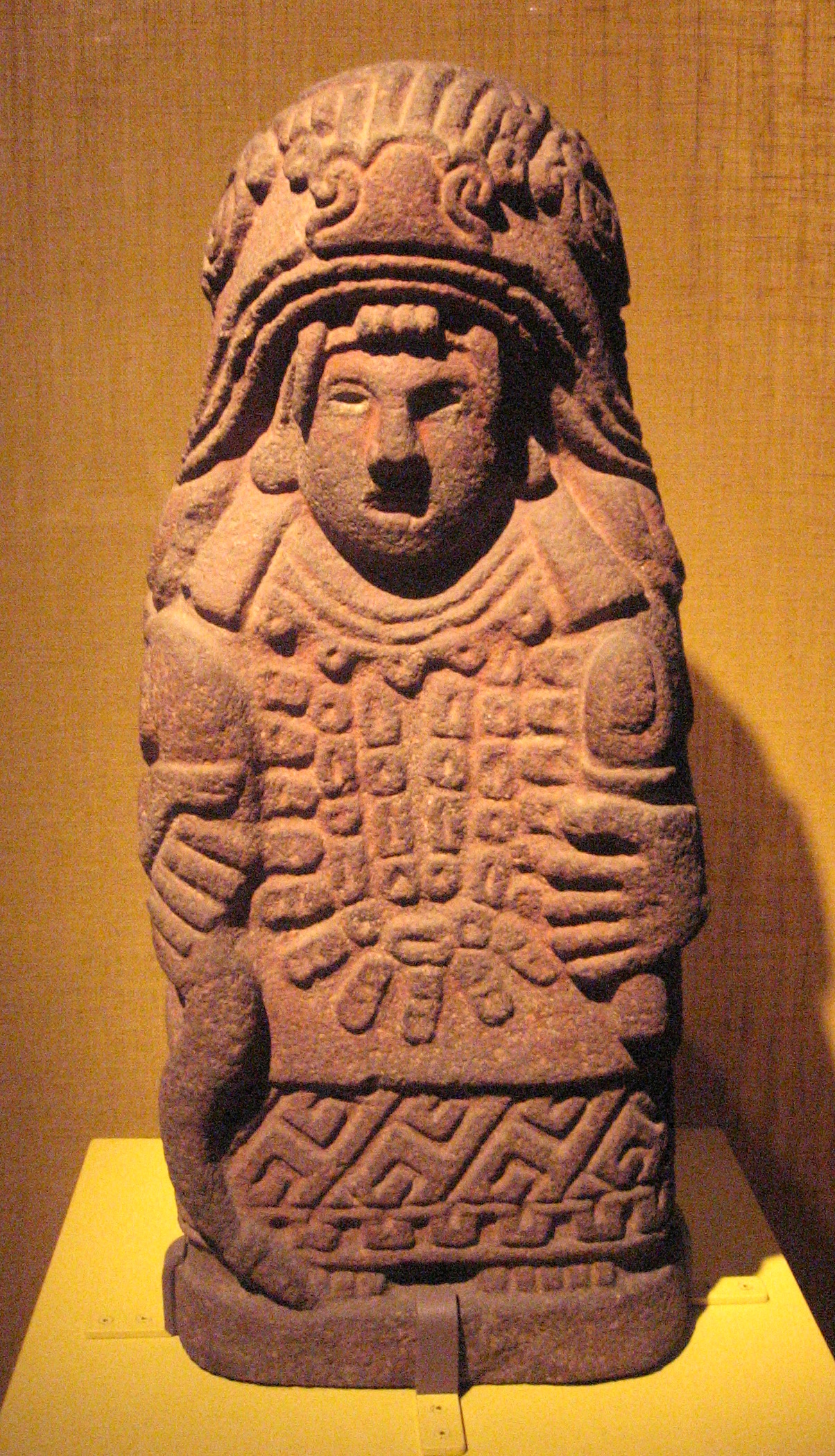
Cihuacoatl

Cihuacoatl was een Azteekse vruchtbaarheidsgodin. Cihuacoatl betekent Slangevrouw in het Nahuatl.
Samen met Quetzalcoatl zou ze de huidige mensheid hebben geschapen, door botten van mensen uit vorige tijdperken te vermengen met bloed. Cihuacoatl werd geassocieerd met het baren van kinderen en werd vaak afgebeeld met speren en een schild. De Azteken vergeleken het baren van kinderen met het voeren van oorlog en vrouwen die bij het baren van kinderen overleden gingen dan ook naar dezelfde hemel als waar krijgers die op het slagveld overleden naartoe gingen. Cihuacoatl was de leidster van de cihuateteo, de geesten van vrouwen die in het kraambed zijn gestorven.
Cihuacoatl werd gezien als de moeder van Mixcoatl, die zij op een kruispunt achterliet. Zij keerde daar regelmatig terug om haar zoon te betreuren, maar trof slechts een offermes aan. Mogelijk is dit de oorsprong van de legendes rond La Llorona.

## Trivia
Cihuacoatl was ook een bestuursfunctie in het Azteekse rijk.